# Departamentul Ivindo
Departamentul Ivindo este un departament din provincia Ogooué-Ivindo  din Gabon. Reședința sa este orașul Makokou.